# Ferrocarril en Guatemala

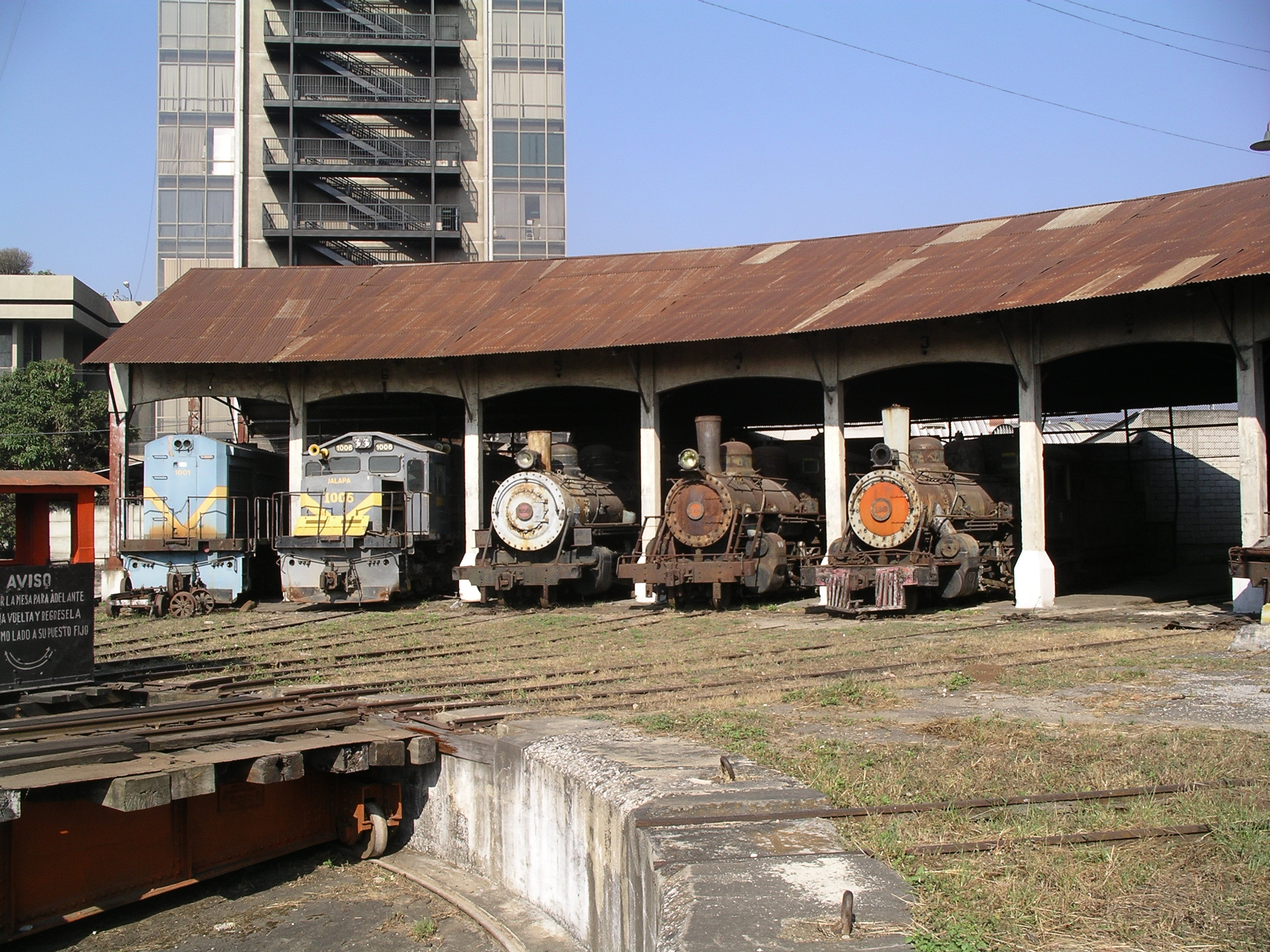
Casa redonda en la estación de la Ciudad de Guatemala con locomotoras diesel y de vapor el 14 de febrero de 2007

Guatemala tiene una red de 3 pies (914 mm), ferrocarriles de vía estrecha, trenes de pasajeros y de carga actualmente en la lucha por reactivarlo.

## Historia

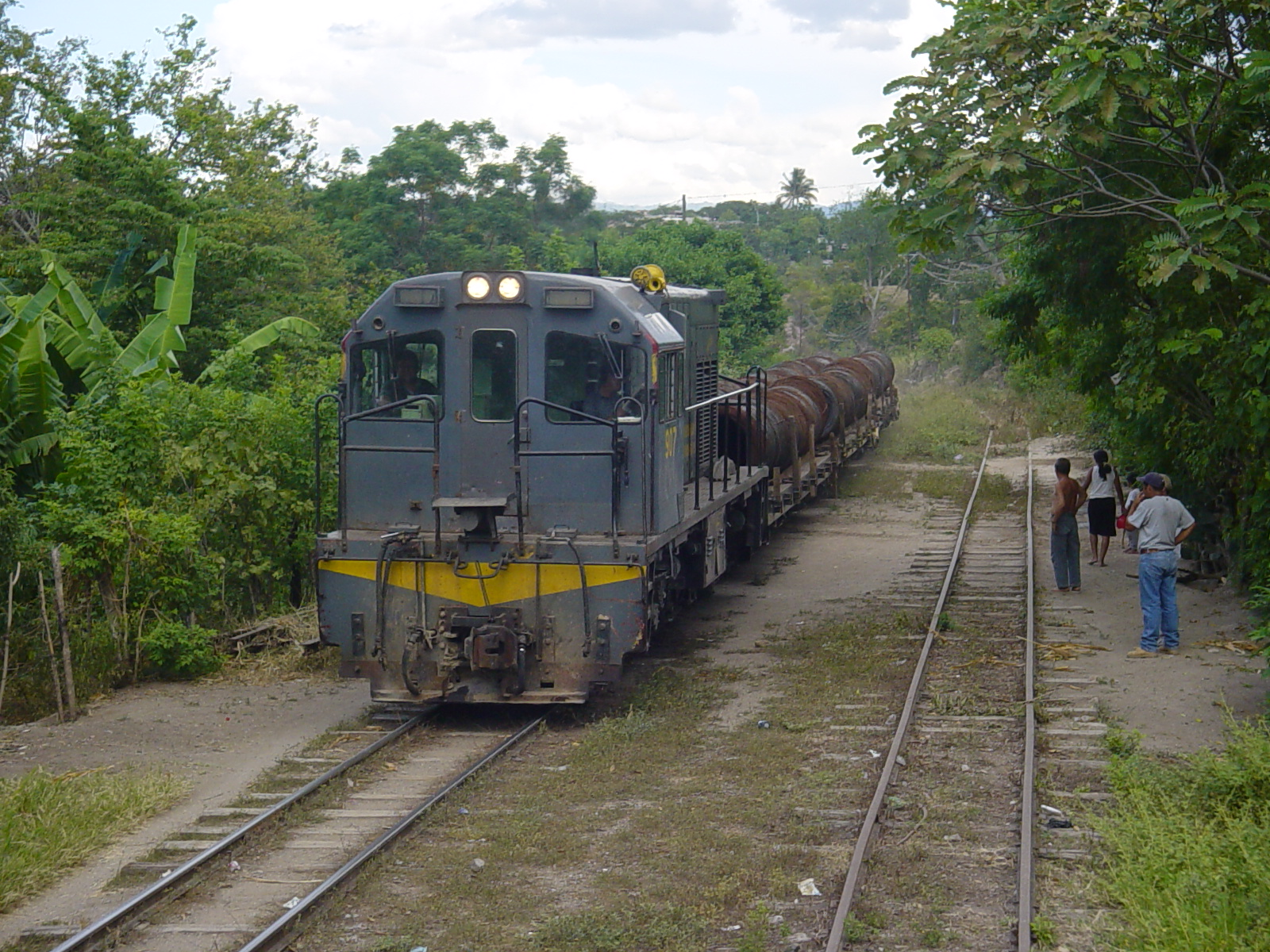
El transporte de carga era el negocio principal de Ferrovías Guatemala.

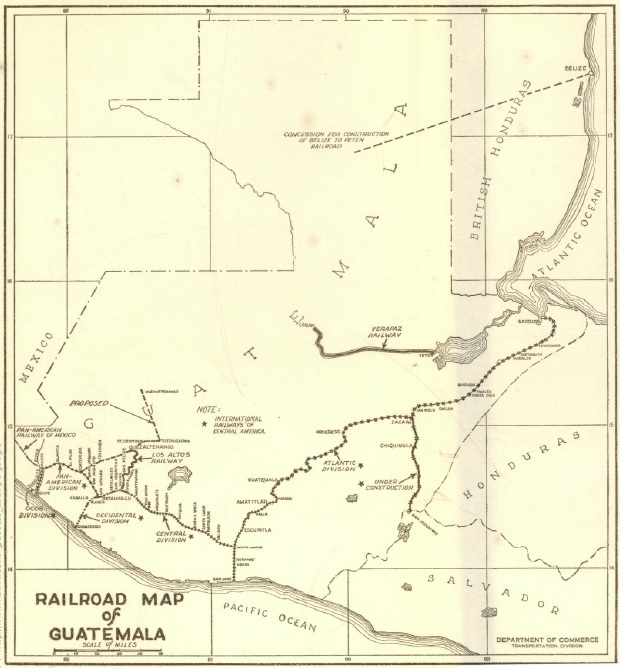
Mapa ferroviario de Guatemala de 1925

La construcción del primer ferrocarril en Guatemala comenzó en 1877 y la primera sección comenzó a funcionar en 1880, conectando Puerto San José y Escuintla, luego el tramo se extendió a la Ciudad de Guatemala en 1884.  La línea a Puerto Barrios, conocida originalmente como Ferrocarril del Norte de Guatemala y que aún existe, se completó en 1908.  La red fue pronto adquirida por la United Fruit Company, y en 1912 cambió el nombre de los Ferrocarriles Internacionales de América Central, que también se conocía como IRCA. El ferrocarril prosperó hasta 1957. En 1954, United Fruit tuvo que deshacerse tras una demanda antimonopolio y en 1959, una carretera paralela causó una seria presión competitiva. En 1968, la empresa fue tomada por el gobierno y pasó a llamarse Ferrocarriles de Guatemala, también conocida como FEGUA. La condición de las pistas continuó deteriorándose y todo el tráfico se cerró en 1996. Sólo los trenes turísticos nostálgicos (de Trains Unlimited) corrieron en partes de la red en 1997 y 1998.     

### Renacimiento
En octubre de 1997, se otorgó una concesión de 50 años a Railroad Development Corporation (RDC) que comenzó a rehabilitar la red. Se retrasaron por la necesidad de desalojar a los ocupantes ilegales que construyeron sus casas de campo en el derecho de paso durante los años anteriores y reparar los daños causados por los ladrones y la naturaleza. Un duro golpe fue el huracán Mitch en 1998, que destruyó partes de la línea. El primer tren bajo la administración de RDC fue de la ciudad de Guatemala a la planta de cemento de El Chile el 15 de abril de 1999, y el resto de la línea a Puerto Barrios se puso en funcionamiento en diciembre de ese año. Otras líneas que existían anteriormente en Guatemala (como Ciudad Tecún Umán en la frontera con México, Anguiatú en El Salvador y Puerto San José) no han sido reparadas desde 1996. Incluyendo esos, la red ferroviaria habría contado 497 millas (799,8 km)   .
Desde 1999 hasta septiembre de 2007, Ferrovías Guatemala (FVG), como subsidiaria de RDC, operó 15 motores y 200 vagones en trenes de carga entre la Ciudad de Guatemala y Puerto Barrios. Transportó contenedores, acero, cemento, papel y plátanos entre la costa caribeña y la capital a través de una red de 200 millas (321,9 km) a 2006, pero renunció en septiembre de 2007. Conectó la ciudad de Guatemala con Puerto Barrios con sucursales cortas en la terminal de contenedores de la ciudad de Guatemala y Puerto Santo Tomás . 
La línea transfronteriza desde Ciudad Hidalgo, Chiapas en México hasta Ciudad Tecún Umán fue reconstruida con el medidor estándar en 2019 y actualmente esta por reactivarse dicha línea ferroviaria.

### Suspensión de operaciones en 2007
En agosto de 2006, el gobierno de Guatemala declaró un contrato de 2003 para el usufructo de material rodante y otros equipos como contrario al interés público (Declaración de lesividad), invalidándolo. FVG creía que esto era una respuesta a su solicitud anterior de arbitraje con respecto al uso de 2 millones de dólares de National Railroad Trust, designado para el desarrollo de ferrocarriles en Guatemala, pero solía apoyar una agencia de supervisión gubernamental con exceso de personal.
El resultado de la acción gubernamental fue una disminución de los envíos y dificultades operativas, como la incapacidad de obtener crédito o tomar ingresos adicionales del arrendamiento de los edificios de la estación o el derecho de paso . En marzo de 2007, RDC declaró su intención de buscar protección de la inversión a través del arbitraje contra el gobierno de Guatemala de acuerdo con el Capítulo 10 del CAFTA . El caso se registró en el CIADI el 20 de agosto de 2007 con el número ARB/07/23. Debido a la continua incertidumbre que conduce a pérdidas, FVG decidió suspender todas las operaciones a partir del 1 de octubre de 2007 mientras continuaba con acciones legales contra el gobierno guatemalteco. El caso de arbitraje finalmente se decidió a favor de RDC y se pagaron US $ 14,6 millones como compensación. A 2011, sin embargo, la mayoría de los puentes han sido desmantelados y vendidos como chatarra por ladrones, lo que dificulta la recuperación de los ferrocarriles en Guatemala, ya que costaría millones de dólares reconstruirlos. 
En agosto de 2012, hubo propuestas para comenzar algunos nuevos servicios de pasajeros, incluido un enlace desde el aeropuerto de La Aurora hasta la ciudad de Guatemala .

## Ferrocarril de los Altos

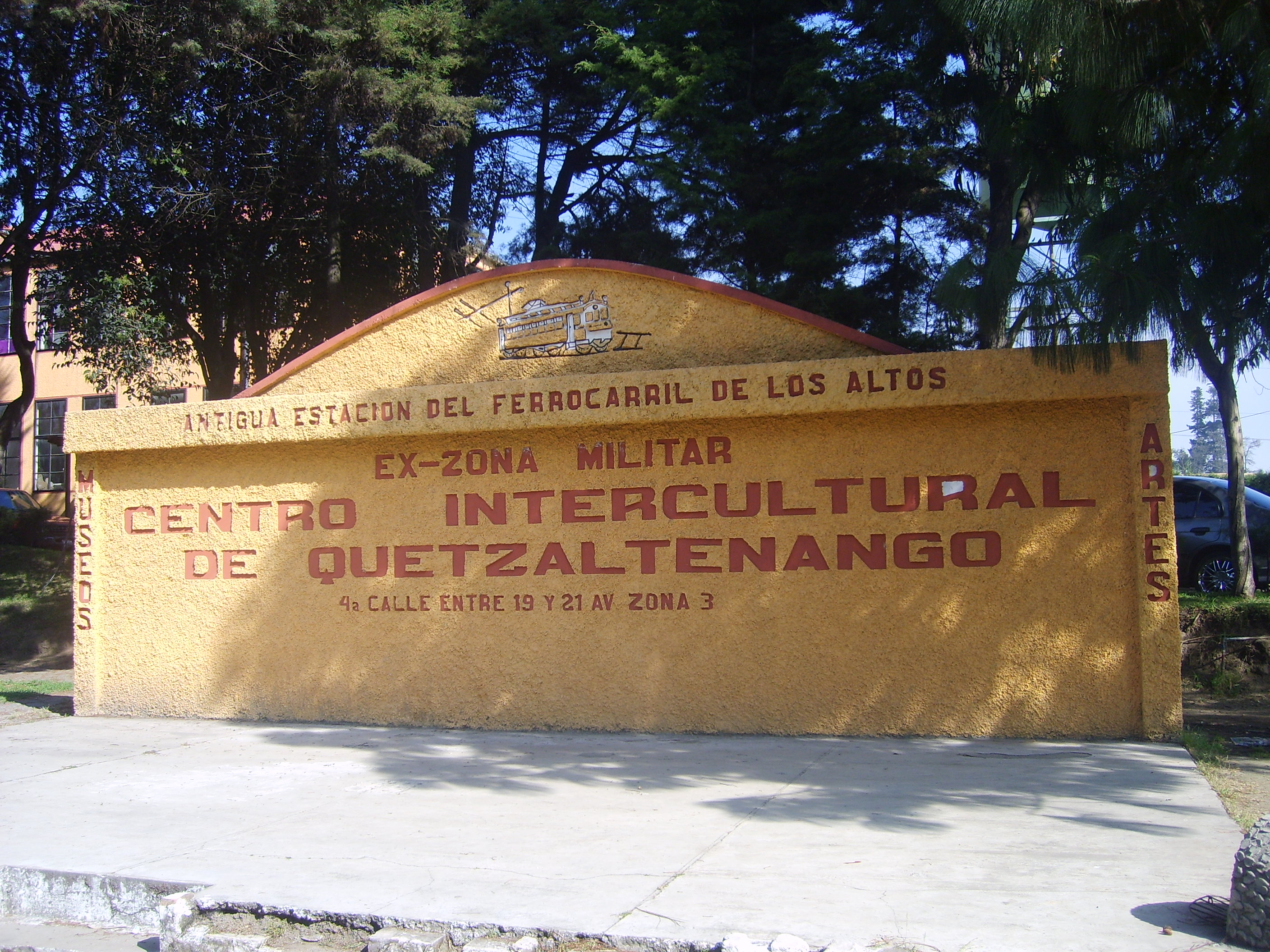
El sitio de una antigua estación de tren en Quetzaltenango

Fuera de la red IRCA, un ferrocarril eléctrico Ferrocarril de Los Altos solía conectar Quetzaltenango y Retalhuleu entre 1930 y 1933. Fue destruido por un huracán en 1933 y nunca fue reconstruido. Los restos se exhiben en un museo dedicado en Quetzaltenango ( es  ).

## Ferrocarril Verapaz
Otro ferrocarril aislado, Ferrocarril Verapaz (también conocido como Ferropazco ), solía conectar Panzós y Tucurú en el departamento de Alta Verapaz . Su construcción fue autorizada en 1884 y completada en 1895. Su objetivo principal era transportar café desde fincas (fincas) controladas principalmente por alemanes hasta el puerto de Panzós en el río Polochic, que se fusionó con el Lago de Izabal y el Mar Caribe . La empresa fue nacionalizada en 1943. En 1956, el gobierno creó una empresa nacional Ferrocarril Verapaz y Servicios Anexos . Las operaciones a lo largo del Ferrocarril Verapaz y Servicios Anexos se detuvieron en 1963.  

## Trenes turísticos

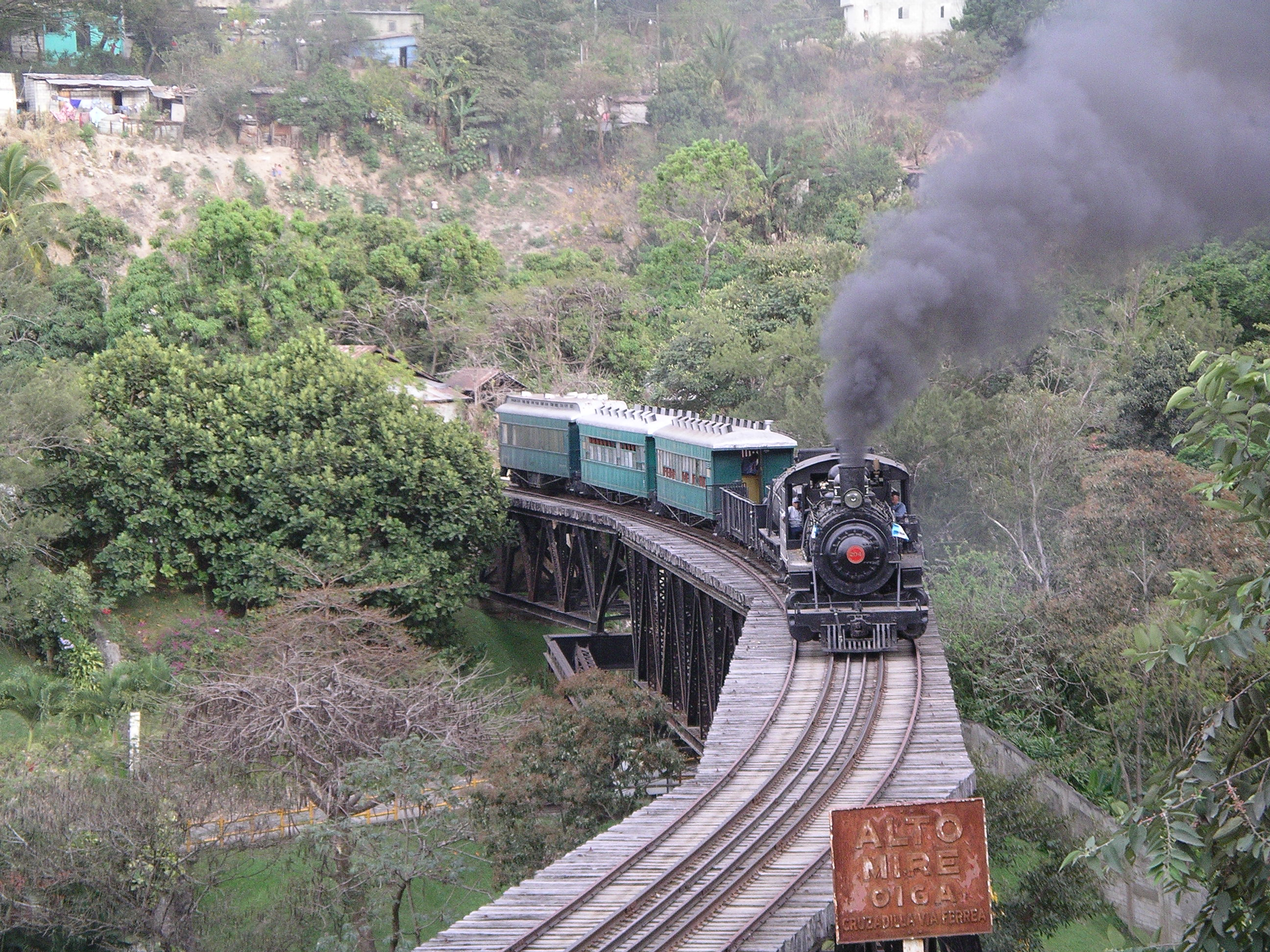
Tren turístico el 16 de febrero de 2007

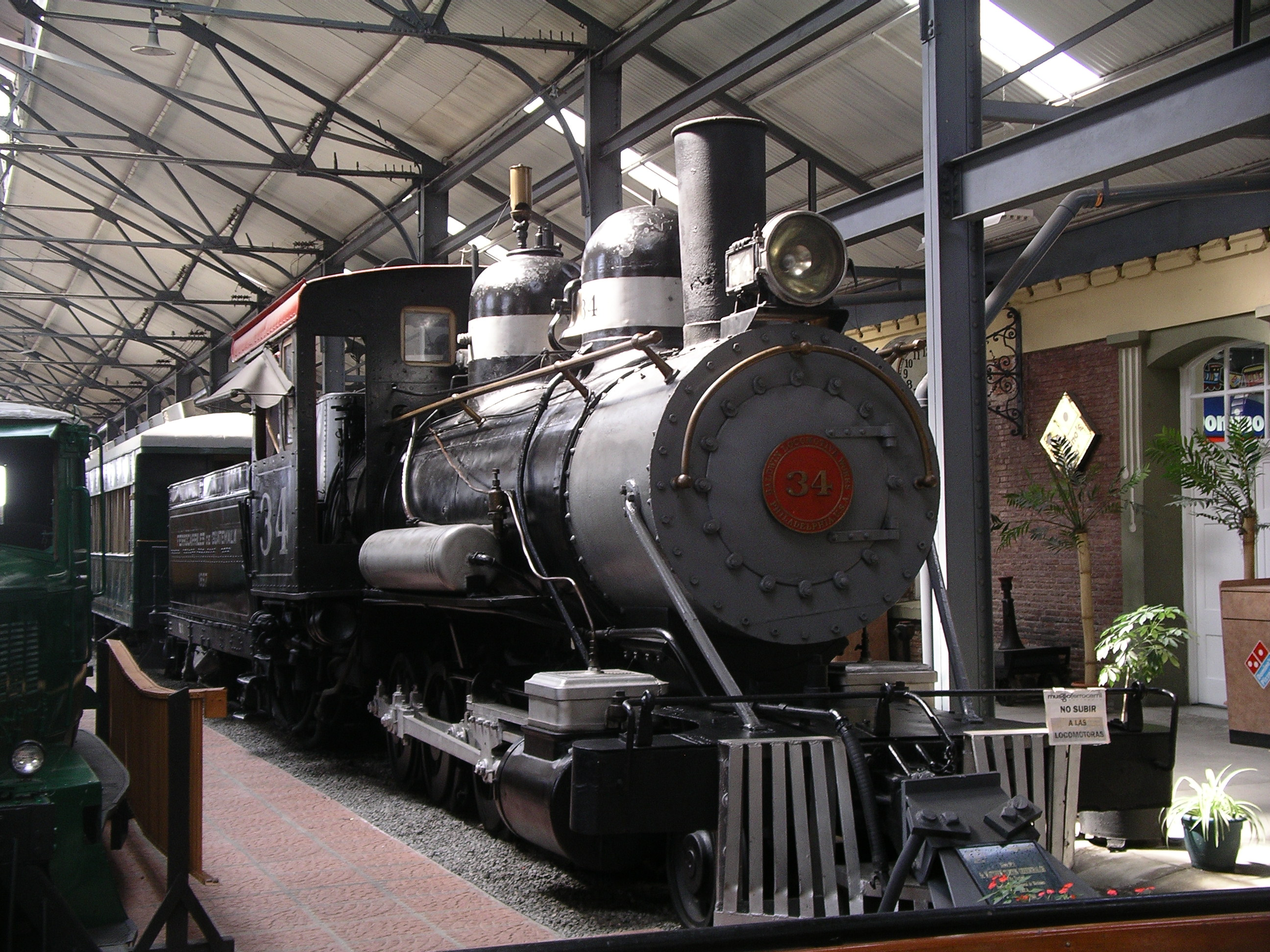
Antigua máquina de vapor en el Museo del Ferrocarril de la Ciudad de Guatemala

Los trenes charter de pasajeros con máquinas de vapor, principalmente para turistas europeos y estadounidenses, fueron organizados generalmente una vez al año por Ffestiniog Travel u otros operadores con sede en el Reino Unido. El control de tráfico utilizó un método modificado de control de la orden de seguimiento . La estación principal en la ciudad de Guatemala también sirve como museo ferroviario . 

## Museo del ferrocarril
El Museo del Ferrocarril FEGUA está ubicado en la estación ferroviaria de la Ciudad de Guatemala y muestra máquinas de vapor, un motor diesel, turismos y vagones de carga, y otros recuerdos de los Ferrocarriles de Guatemala. 

## Propuesta de tren ligero
Actualmente se planea un sistema de tren ligero llamado MetroRiel para la Ciudad de Guatemala.

## Enlaces ferroviarios con países adyacentes.
- México - en Ciudad Tecún Umán, inactivo, ruptura del medidor 914 mm (3')/1435 mm (4' 81/2") (reconstruido en 2019).
- No hay conexión con Belice u Honduras, pero aún se propone.
- El antiguo enlace a El Salvador, en Angulatú / San Jerónimo, no está activo.

## En los libros
El viajero de aventura Richard Halliburton describió la antigua línea ferroviaria principal de Guatemala en New Worlds to Conquer (1929). El escritor de viajes Paul Theroux describió su viaje en tren a través de Guatemala en su libro The Old Patagonian Express, mientras viajaba de Boston a la Patagonia . 